# Bromma gymnasium
Bromma gymnasium är en gymnasieskola belägen på Nyängsvägen 152–154 i Stora Mossen i Bromma, Stockholm. Skolbyggnaden invigdes 1937. Skolan bytte namn från Bromma högre allmänna läroverk till Bromma gymnasium 1967. 
Bromma gymnasium är en så kallad världsarvsskola och samarbetar med sitt närmaste världsarv, som är Drottningholms slott.
Skolans motto och värdeord är Kunskap och Gemenskap.

## Historik fram till 1970
Skolan började 1934 som real- och gymnasieskola i lokaler i Olovslunds och Ålstens folkskolor och med namnet Bromma högre allmänna läroverk. Nuvarande skolbyggnad togs i bruk 1936 och invigdes 18 maj 1937.
Ett riksdagsbeslut fattades år 1934 om att inrätta ett läroverk i Bromma från och med läsåret 1934-1935. Skolan skulle omfatta både realskola och gymnasium och ha både manliga och kvinnliga elever. Paul Hedqvist, som ritade ett trettiotal skolor i Stockholm, utsågs till arkitekt för den nya skolbyggnaden, som kom att kallas Bromma läroverk. Läroverkslokalerna togs i bruk hösten 1936 och invigdes av kung Gustaf V den 18 maj 1937. Bronsstatyn Folkvisan av Erik Grate avtäcktes 4 oktober 1939 och står utanför skolan. En ny byggnad med bland annat elevmatsal togs i bruk 1967. 
Under läroverkstiden var skolan en av Stockholms största med över 900 elever. En tid var skolan till och med Sveriges största med över 1200 elever. Här fanns både fyra- och femårig realskola och ett fyraårigt realgymnasium med matematik, kemi och fysik som huvudämnen samt ett fyraårigt latingymnasium med latin som huvudämne, men där man även kunde läsa (klassisk) grekiska. De som genomgått inträdesprov i matematik och svenska med godkända betyg blev antagna till realskolan.
Från mitten av 1960-talet hade skolan enbart gymnasial undervisning. Skolan kommunaliserades 1966 och bytte 1967 namn till Bromma gymnasium. Studentexamen gavs från 1938 till 1968 och realexamen från 1938 till 1964.

### Skolbyggnaden

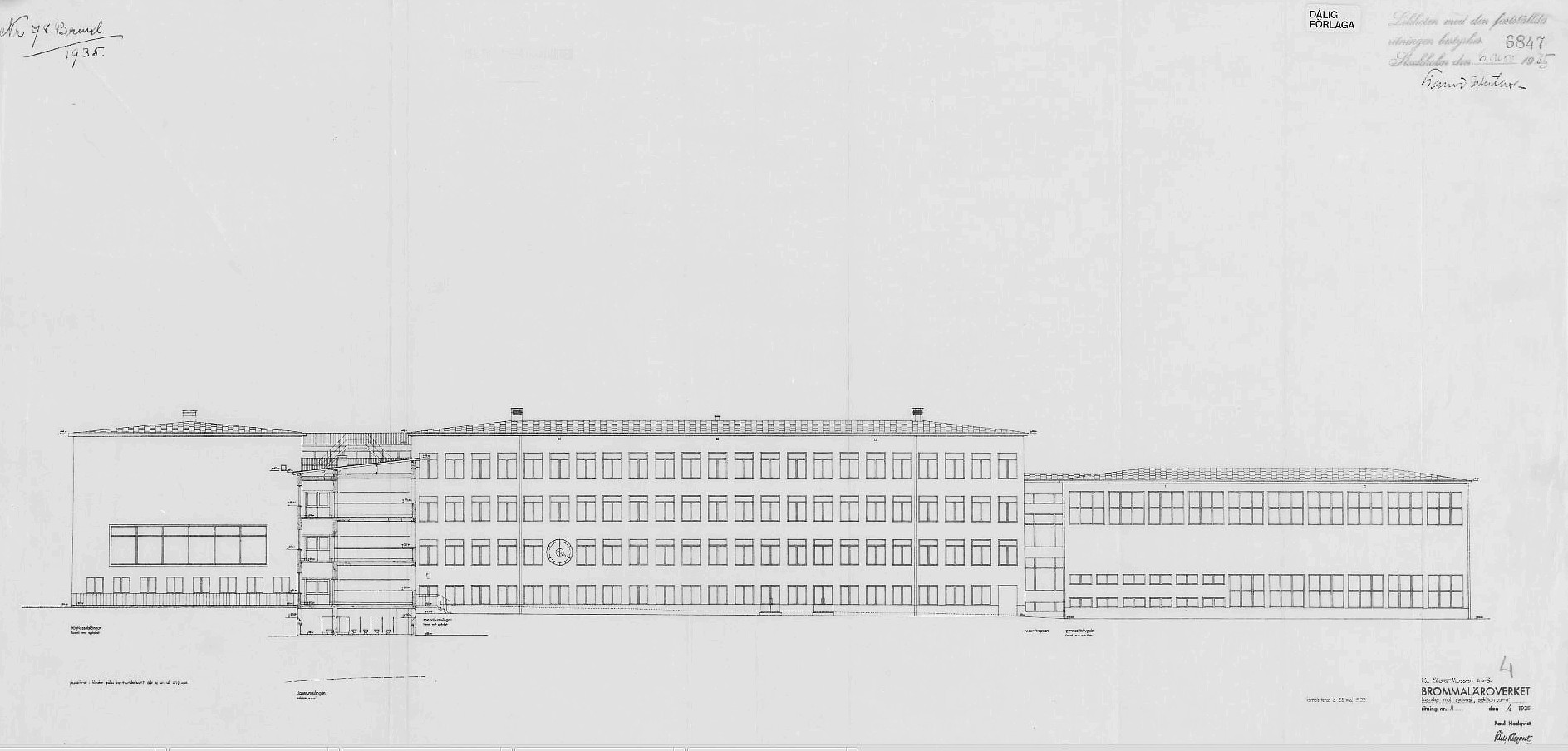
Paul Hedqvists fasadritning, 1935.

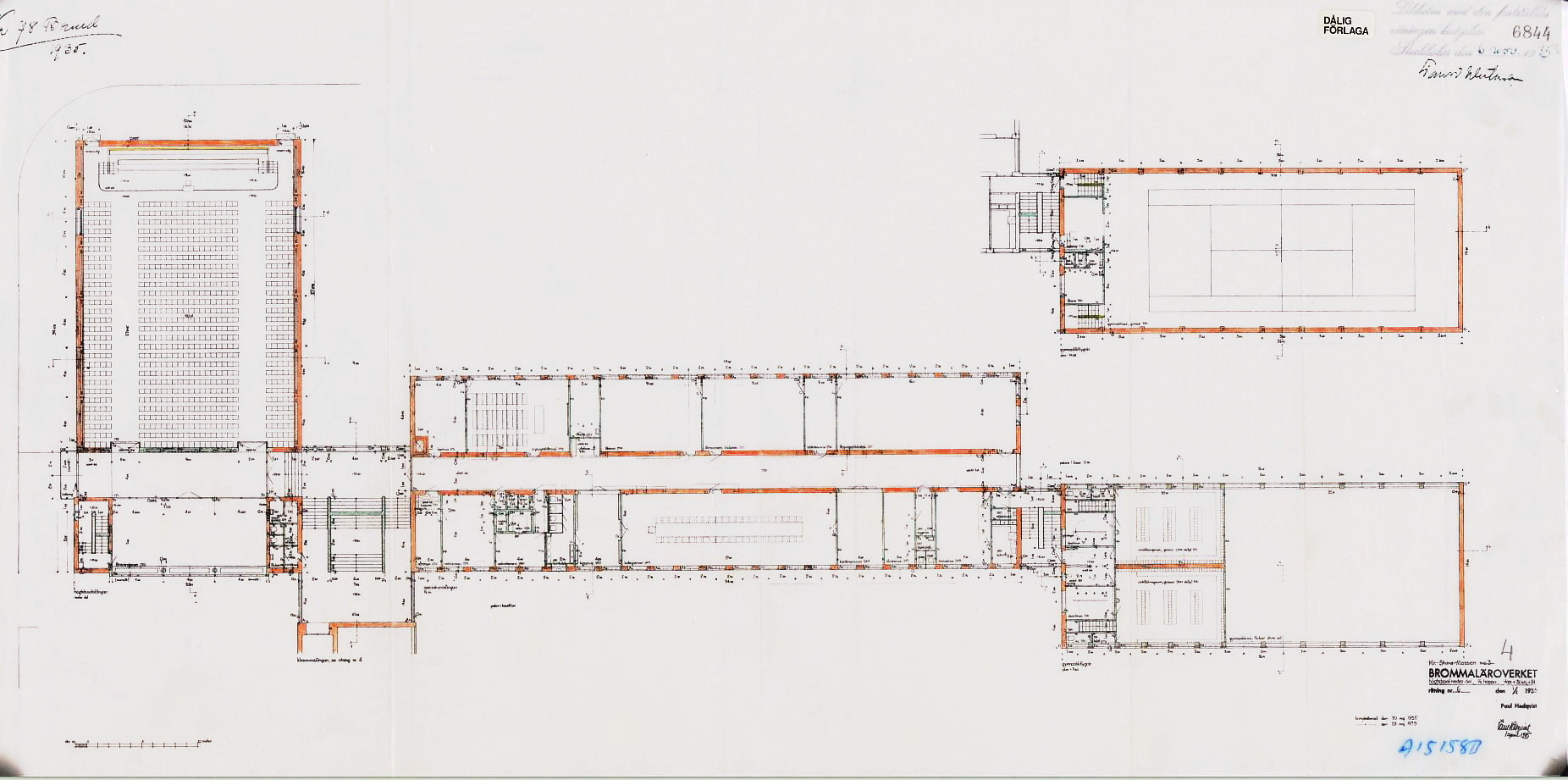
Paul Hedqvists planritning, 1935.

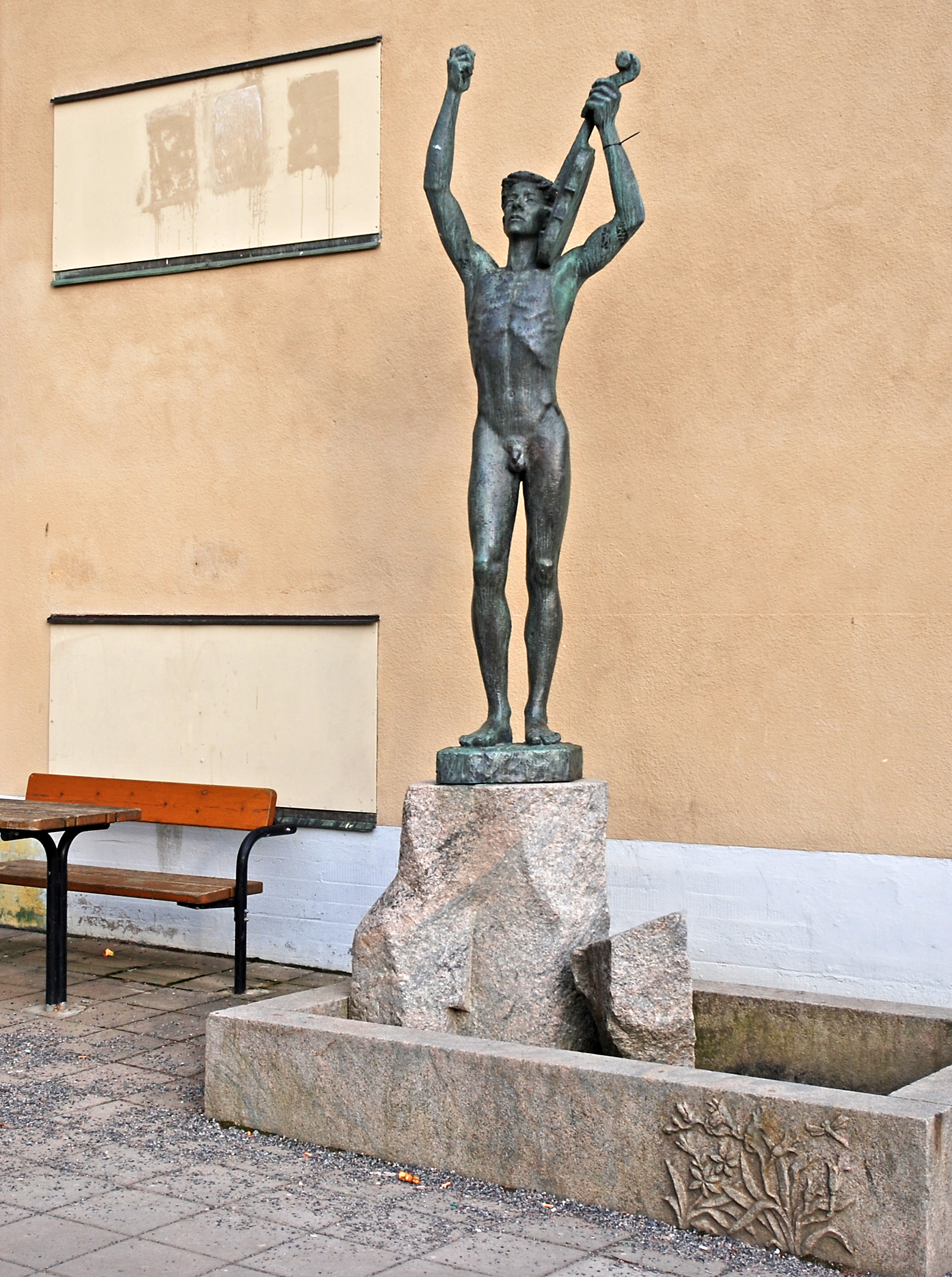
Bronsskulpturen Folkvisan av Eric Grate avtäcktes 1939.

På platsen för nuvarande Bromma gymnasium anlades omkring 1780 Stora Mossens gård. Mangårdsbyggnaden låg vid platsen för nuvarande Bromma gymnasium. Gården revs så sent som 1935-1936 för att ge plats åt Bromma läroverk, som byggdes 1935–1937 på den tidigare gårdens plats. Vid skolbyggnationen sparades från gården gamla fruktträd och en stor ek samt delar av en askallé.
Ritningarna till skolbyggnaden är signerade arkitekt Paul Hedqvist och hans medarbetare arkitekt Stig Åkermark stod för utformningen. Skolan är byggd i funktionalistisk stil och kostade nära två miljoner att uppföra. Byggnaden har funktionalistiska drag såsom ljusa och slätputsade fasader, platt tak och stora fönster präglar byggnaden, som är uppdelad i fyra olika byggnadskroppar, var och en med sin funktion. Redan 1936 kunde de första klasserna flytta in i de halvfärdiga byggnaderna. Över 1 300 personer deltog i invigningen den 18 maj 1937, som förrättades av kung Gustav V och ecklesiastikministern. Kungen lyckönskade Bromma till det nya läroverket och uttryckte en förhoppning om att inom dess murar alltid "måtte danas en ungdom värdig att representera Sverige". 
Skolbyggnaden totalrenoverades 2006–2007. Skulpturen, Folkvisan, skapad 1937 av skulptören Eric Grate, pryder fortfarande skolområdet.

## Program
Skolan erbjuder de nationella studieförberedande programmen:
- Ekonomiskt program (inriktning mot ekonomi och juridik)
- Naturvetenskapligt program (naturvetenskaplig inriktning).
- Samhällsvetenskapligt program (samhällsinriktning).
- Teknikprogrammet (teknikvetenskap, design och flygteknik).
- Språkintroduktion

## Elevorganisationer
Bromma gymnasiums äldsta elevorganisation heter FORUM. FORUM har funnits i över 80 år i form av en spexgrupp och är en tradition på Bromma gymnasium. Varje år i december håller FORUM sitt årliga julspex. 
Bromma gymnasiums Elevkår heter Styrelsen.
Bromma gymnasiums supporterförening heter Forza Bromma och har funnits sedan 2001.

## Kända alumner
- Lars Ardelius, författare
- Arne Ljungqvist, professor
- Jan Myrdal (i betydelsen elev), författare
- Tomas Lindahl, biokemist och 2015 års Nobelpristagare i kemi
- Albin Ekdal, fotbollsproffs och landslagsspelare
- Felix Beijmo, fotbollsproffs
- Anders Mellbourn, professor och tidningsman
- Alexandra Rapaport, skådespelare
- Jesper Karlström, fotbollsproffs och landslagsspelare
- Christer Fuglesang, astronaut
- Ola Wenström, programledare och journalist
- Martin "E-type" Eriksson, artist
- Filippa Reinfeldt, landstingsråd
- Jonas Åkerlund, musikvideoproducent
- Oskar Syk, DJ och musikproducent
- Lars Heikensten, riksbankschef
- Robert Aschberg, journalist och TV-profil
- Susanne Reuter, skådespelare
- Mats Qviberg, finansman
- Hans L. Zetterberg, sociolog
- Hjalmar Ekdal, fotbollsproffs